# Kari Marklund
Kari Kalevi Marklund, född 29 augusti 1938 i Torneå i Finland, död 10 oktober 2018 i Linköping, var en svensk fysiker, bibliotekarie, förlagschef och ämbetsman. Han var landshövding i Norrbottens län 1999–2003.

## Biografi

### Utbildning och karriär
Efter studentexamen vid Luleå högre allmänna läroverk 1958
studerade Marklund matematik och naturvetenskapliga ämnen vid Uppsala universitet, varefter han bedrev forskning och undervisade där[källa behövs] samt vid Oxfords universitet 1967–1968. Han avlade filosofie doktorsexamen vid Uppsala universitet 1973, och blev docent i fasta tillståndets fysik samma år. Därefter var han bibliotekschef vid Högskolan i Luleå 1973–1978, överbibliotekarie vid Universitetet i Linköping 1978–1983 och överbibliotekarie vid Lunds universitet 1983–1987. Han var chefredaktör för Nationalencyklopedin 1988–1993, förlagsdirektör vid Bokförlaget Bra Böcker 1992–1993, rektor vid Mitthögskolan 1994–1998. Marklund var landshövding i Norrbottens län 1999–2003.
Marklund var därtill ordförande för Svenska Basketbollförbundet 1996–1999 och förbundsordförande i Svenska Handikappidrottsförbundet och Sveriges Paralympiska Kommitté 2003–2011, samt ordförande i Internationella blindsportfederationens goalballkommitté 2011–2014.

### Privatliv
Marklund växte upp i Luleå, dit modern flyttat och ingått äktenskap med ingenjör Per Marklund. Kari Marklund var sedan 1960 gift med Birgitta Marklund, född Krekula i Kompelusvaara, och paret har tre barn.

## Utmärkelser
- H. M. Konungens medalj i guld av 12:e storleken i Serafimerordens band (Kon:sGM12mserafb, 2000) för framstående insatser för utvecklingen av biblioteksväsendet
- Ledamot av Vetenskapssocieteten i Lund (LVSL)[9]
- Filosofie hedersdoktor vid Luleå tekniska universitet (fil.dr. h.c. 2004)
- Hedersledamot vid Norrlands nation i Uppsala (1992)